# 普卢巴兹拉内克
普卢巴兹拉内克（法語：Ploubazlanec，法語發音：[plubazlanɛk]）是法国阿摩尔滨海省的一个市镇，位于该省西北部，大西洋海滨，潘波勒市区以北，属于圣布里厄区和甘冈城市圈。

## 地理
普卢巴兹拉内克（48°48'2"N, 3°2'1"W）面积15.04 平方千米，位于法国布列塔尼大區阿摩尔滨海省，该省份为法国西北部沿海省份，位于布列塔尼半岛北部，北濒大西洋英吉利海峡，西接菲尼斯泰尔省，南至莫尔比昂省，东临伊勒-维莱讷省。
与普卢巴兹拉内克接壤的市镇（或旧市镇、城区）包括：潘波勒。

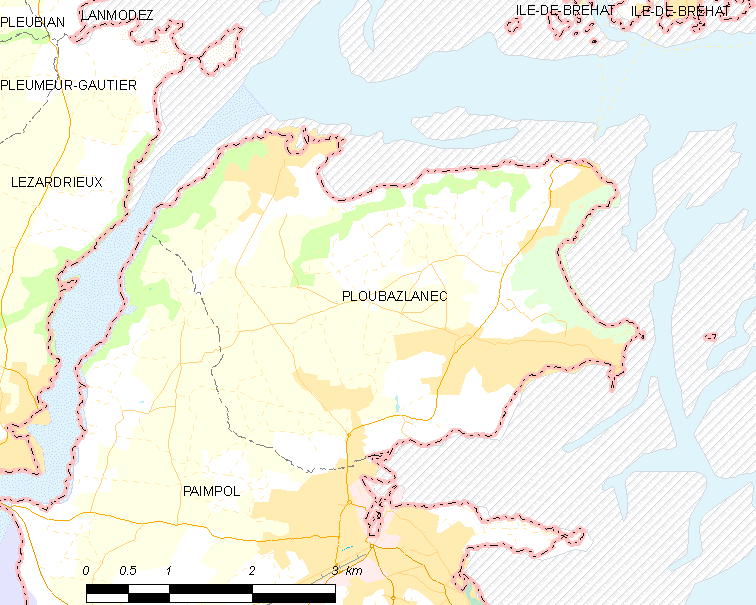
普卢巴兹拉内克的OSM定位图

普卢巴兹拉内克的时区为UTC+01:00、UTC+02:00（夏令时）。

## 行政
普卢巴兹拉内克的邮政编码为22620，INSEE市镇编码为22210。

## 政治
普卢巴兹拉内克所属的省级选区为潘波勒县。

## 人口

1962-2008年间普卢巴兹拉内克人口变化图示

普卢巴兹拉内克于2022年1月1日时的人口数量为2985人。